# Tornado, Liseberg
Tornado var en åkattraktion i nöjesparken Liseberg i Göteborg. Attraktionen invigdes 1989 och togs bort 2008. Den var byggd för 40 personer och gav de åkande känslan av att de satt i en centrifug. Attraktionen togs bort efter säsongen 2008 för att göra plats åt en ny åkattraktion, Hanghai, som stod klar till säsongspremiären 2009.